# Decatur (Alabama)
Decatur è una città degli Stati Uniti d'America, capoluogo della Contea di Morgan in Alabama.
Decatur è situata lungo le sponde del fiume Tennessee nell'Alabama del nord, ed è il cuore dell'Area Metropolitana di Decatur, che coinvolge due contee: Morgan e Limestone. Secondo il censimento statunitense del 2000, a Decatur abitavano 53.929 persone, mentre una stima del 2006 le attribuisce 55.778 abitanti.
Viene spesso associata come città gemella di Huntsville. Infatti entrambi i comuni forniscono l'un l'altro ed alle rispettive aree metropolitane le risorse necessarie. Entrambe sono importanti per l'economia dell'intera regione e per il benessere dei loro residenti.